# Panaeolus reticulatus
Panaeolus reticulatus är en svampart som tillhör divisionen basidiesvampar, och som beskrevs av Lee Oras Overholts. Panaeolus reticulatus ingår i släktet Panaeolus, och familjen Bolbitiaceae. Arten är reproducerande i Sverige.